# Las Sirenas, Rafael Delgado
Las Sirenas är en ort i Mexiko.   Den ligger i kommunen Rafael Delgado och delstaten Veracruz, i den sydöstra delen av landet, 230 km öster om huvudstaden Mexico City. Las Sirenas ligger 1 167 meter över havet och antalet invånare är 221.
Terrängen runt Las Sirenas är kuperad åt nordost, men åt sydväst är den bergig. Runt Las Sirenas är det ganska tätbefolkat, med 166 invånare per kvadratkilometer. Närmaste större samhälle är Córdoba, 16,7 km öster om Las Sirenas. I omgivningarna runt Las Sirenas växer i huvudsak städsegrön lövskog.